# Teresa Mendoza
Teresa Mendoza es un personaje ficticio creado por el escritor español Arturo Pérez-Reverte para su libro titulado La reina del sur. El personaje se adaptó para televisión en 2011 y fue interpretado originalmente por Kate del Castillo, cuya adaptación llevó el mismo título que el libro. Y años después se realizó otra versión para los Estados Unidos con el mismo título, pero en inglés. Y el personaje fue rediseñado nuevamente e interpretado por Alice Braga.

## Serie original

### Historia

#### Temporada 1
Teresa Mendoza (Kate del Castillo) es la novia de Raymundo «el Güero» Dávila (Rafael Amaya), un supuesto narcotraficante que trabaja para el Cártel de Sinaloa. Después de la muerte del Güero, Teresa recibe una llamada de un celular que «el Güero» guardaba en casos de emergencia, al celular sonar, Teresa se da cuenta de que su vida corre peligro y comienza a huir, hasta que se encuentra con Epifanio Vargas (Humberto Zurita), el antiguo jefe de su novio, con la ayuda de él, ella decide huir de México e irse a España para salvar su vida. Allá comienza a trabajar en un bar, donde conoce a una buena amiga, Fátima Manssur (Mónica Estarreado). Además de esto, conoce a Santiago López Fisterra alias «el Gallego» (Iván Sánchez), quien es un contrabandista y que se dedica a transporta drogas desde África a España a través del Estrecho de Gibraltar. Teresa decide ayudarlo a traspasar drogas y se enamora de él en el transcurso que lo va conociendo. Pero desafortunadamente en una misión para traspasar drogas, ocurre un accidente inesperado, en donde muere «el Gallego», y Teresa es detenida por la policía y culpada por la muerte de su novio y por intentar cruzar drogas de manera ilegal. Ya en la cárcel, conoce a Patricia O'Farrell (Cristina Urgel), una nueva amiga y confidente que se hace llamar «la Teniente». Al abandonar la cárcel, junto con Patricia comienzan una nueva compañía de tráfico de drogas y establecen vínculos con la mafia rusa. También comienza una nueva relación con su asistente, Teo Aljarafe (Miguel de Miguel), un hombre del que queda embarazada, y a quien ordena asesinar por traicionarla con el gobierno español. El gobierno español la bautiza con el sobrenombre de «La reina del sur» por sus éxitos trayendo drogas al sur de España. Después de huir de sus enemigos y el gobierno español. El gobierno mexicano le ofrece un trato para que pueda escapar de la ley si testifica contra Epifanio Vargas con el fin de destruir su poder en los cárteles y en el campo político.

#### Temporada 2
Teresa Mendoza ocho años después de los eventos de la primera temporada. Desaparecida para el resto del mundo, ahora vive una existencia idílica en la Toscana italiana, pero el secuestro de su hija la obliga a reintroducirse en el mundo del narcotráfico y enfrentar nuevamente a sus antiguos enemigos y el pasado que intentó dejar atrás.

## Adaptación inglesa

### Descripción e historia

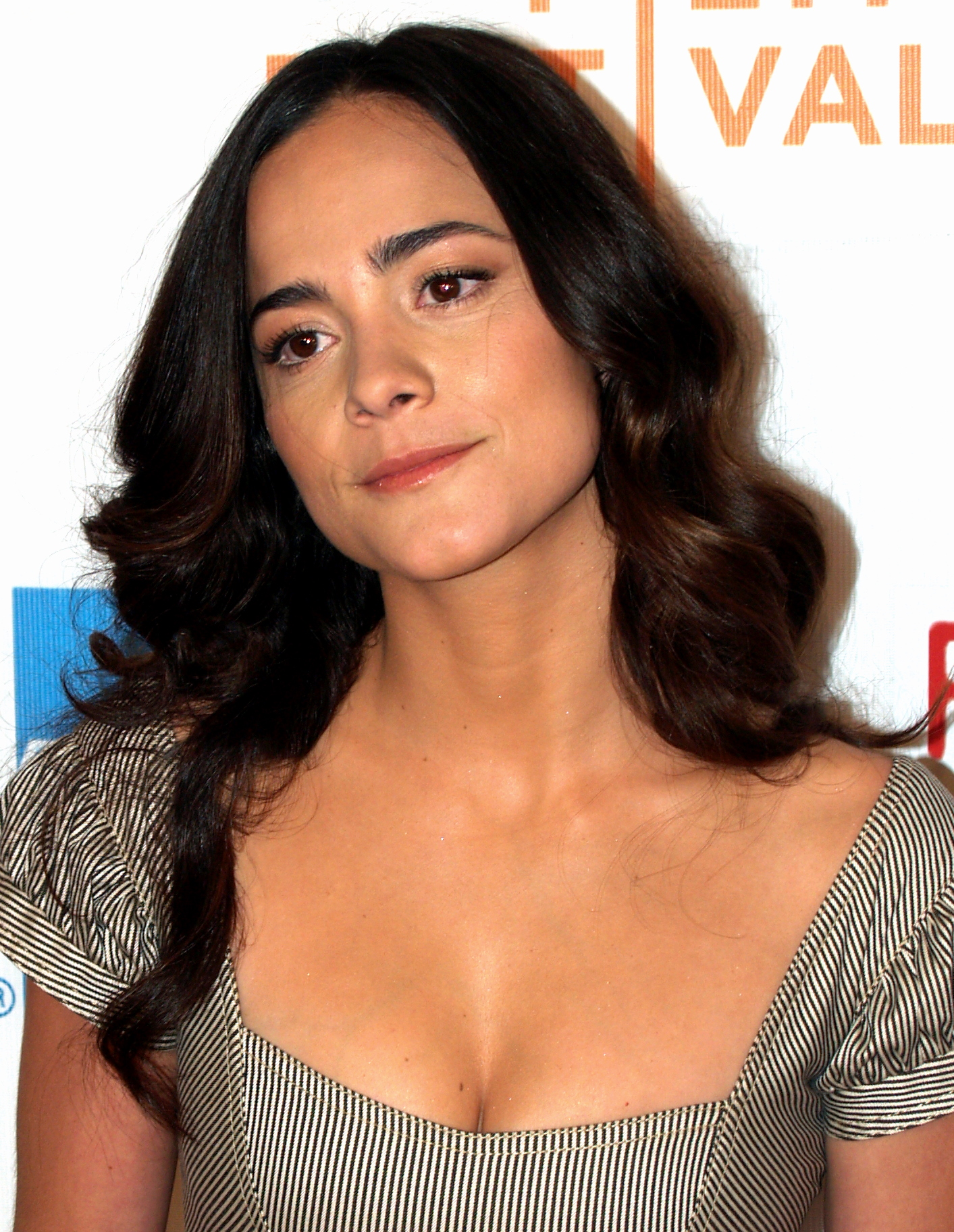
Alice Braga interpreta Teresa Mendonza

Teresa Mendoza (Alice Braga) nació en Culiacán, la capital de Sinaloa. Ella intercambiaba dinero en el Buelna Mercado que quedaba en la calle Juárez, hasta que conoce al Güero (Jon-Michael Ecker), el hombre que decide sacarla de ese mundo. Teresa es una sobreviviente. Ella piensa rápidamente a la  hora de encontrarse en una situación de vida o muerte. Su alter ego, La 'reina del sur', a menudo se le aparece y le aconseja cuando se encuentra en situaciones peligrosas, y Teresa casi siempre le obedece. Su mejor amiga era Brenda Parra (Justina Machado), a quien ama y protege, se hicieron amigas después de conocerse a través del Güero. Cuando Brenda vio por primera vez a Teresa, le dijo a su esposo Chino que fuera a verla porque era muy bonita. Tony, el hijo de Brenda, es su ahijado.